# Plage de Malendure
La plage de Malendure est une plage de sable noir située au nord du centre-ville de Bouillante, en Guadeloupe. Elle fait face aux Îlets Pigeon. La plage est connue pour ses fonds marins qui constituent la réserve Cousteau.
Elle est partagée en petit et grand Malendure, le petit Malendure étant connu pour ses nombreuses tortues. 

## Histoire
La rade de Malendure est le lieu de rendez-vous en janvier 1667 des vaisseaux des troupes françaises réunis pour attaquer Montserrat.

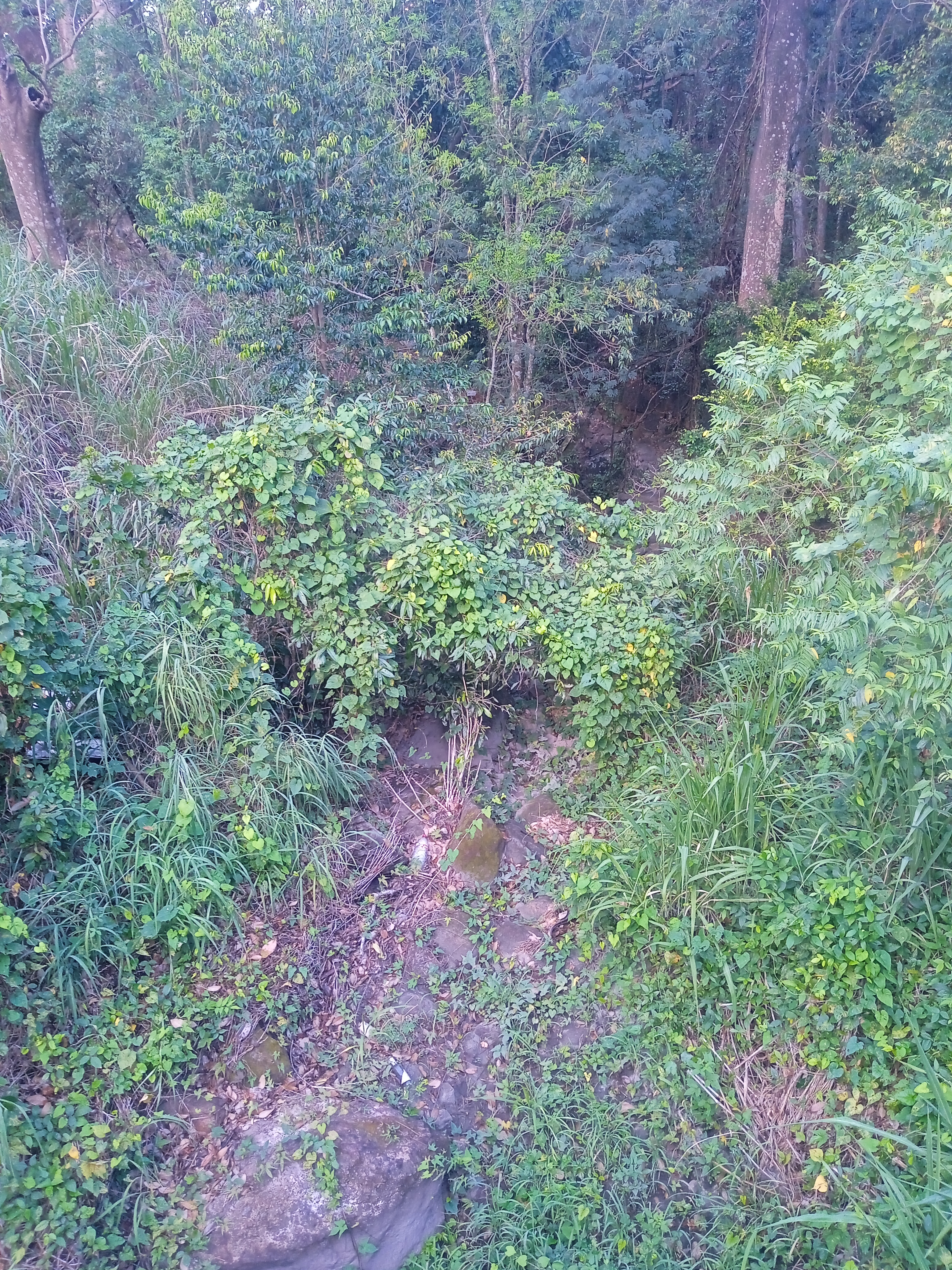
Fond Ravine, petite ravine débouchant à la plage du petit Malendure.
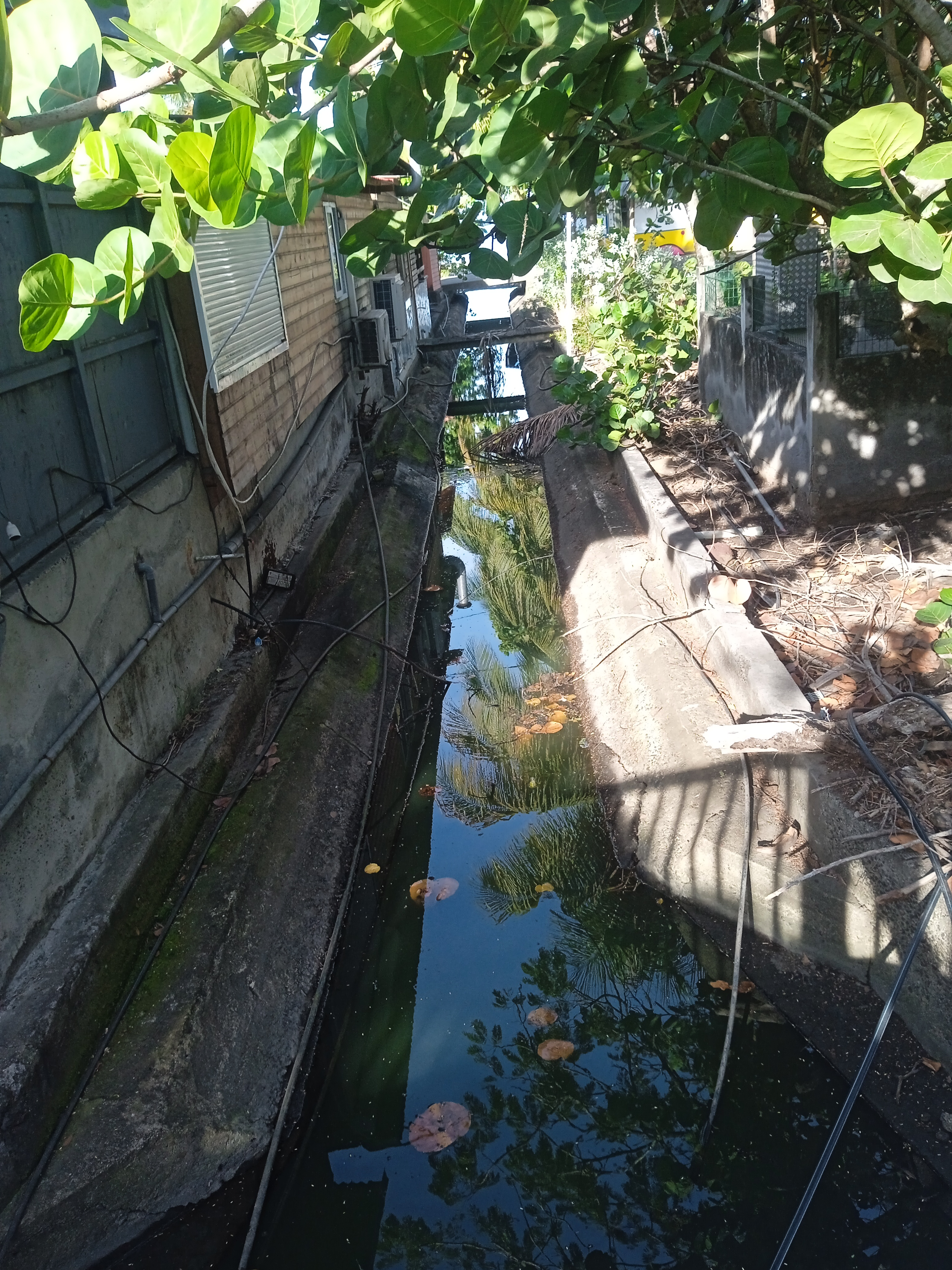
La ravine Moustiquet a son embouchure à la plage de Malendure.

## Art
Plage de Malendure est le titre d'une œuvre du peintre Jean Ronsin (1955). 